# Оливър Туист
„Оливър Туист“ (Oliver Twist) е вторият роман на Чарлз Дикенс. По него са направени анимационни филми, телевизионни и игрални филми и мюзикъли. Най-напред книгата започва да се публикува месечно в Bentley's Miscellany от февруари 1837 до април 1839 година. Това е първата книга в английската литература, в която главен герой е дете. Разказът се води със сарказъм и черен хумор, като засяга всички слоеве на тогавашното общество. Възможно е вдъхновението за написване на романа да е дошло от истинската история на Робърт Блинко (1792 – 1860), сирак, израсъл в сиропиталище и принуден да работи от 7-годишна възраст.

## Творческа история и публикации

### Творческа история
„Приключенията на Оливър Туист“ е вторият роман на Чарлз Дикенс и първият с главен герой дете. Публикуван за първи път като сериен 1837 – 39 г. Публикуван е като отделни епизоди в списание „Bentley's Miscellany“ в интервала от февруари 1837 до април 1839 г.
Историята за създаването на романа и причината за неговата тематика, датират доста по-назад във времето.
С написването на романа „Посмъртните записки на клуба Пикуик“, Дикенс осъзнава, че си е създал огромна читателска аудитория и решава да използва този факт, за да се възползва от влиянието си и да въздейства върху общественото мнение. От тогава натам Дикенс си поставя някаква социална цел, към която се придържа във всеки следващ свой роман.
Според закона за бедните, приет през 1601 г., по времето на управлението на кралица Елизабет I, всяка енория е задължена да се грижи за бедните. Но при условията на социалното мислене през XIX век, както отбелязва Енгелс, „Малтусианската комисия“, на която е предоставено да разгледа проблема за бедните, „заключава, че бедността е престъпление и тя трябва да бъде наказана по най-строг начин, за да служи като предупреждение за другите.“ Така се стига до създаването на „Новия закон“, приет от Парламента през 1834 година, според който бедните могат да получат помощ само в новоустановените „работни домове“ (всъщност нещо като приюти за бедни).
В ролята си на журналист, Дикенс е докладвал в пресата дебатите, които са водени в Парламента по „Новия закон за бедните“. Като всички свои съвременници и Дикенс е възмутен от създаването и приемането на този „закон“, и затова се заема да покаже нагледно жестокостта на този закон и безсърдечието на тези, които са го утвърдили, и в чиито ръце са съдбите на бедните и онеправдани хора.
И така започва да пише „Приключенията на Оливър Туист“, а след това продължава да създава произведения в духа на тази тематика.
Целта на Дикенс в този роман е да създаде един типологичен образ, чрез който да покаже невинното бедно общество, застигнато от несправедливост и неравенство. Оливър е малко момче, което по външните си белези, дори може да бъде оприличено на ангелче, което също е обречено на суровата и безмилостна съдба. Оливър е превъплъщение на този типологичен образ, разкриващ несгодите и обречеността на бедното общество. Дикенс натоварва своя малък, чист и невинен персонаж със задачата да изобрази случващото се с цяло едно онеправдано общество.
В този ранен пример за социален роман, Дикенс сатиризира лицемерието на своето време. Извежда на показ използването на детския труд, разгръща мотива за уличния живот и уличните деца, както и това, че те са обучавани да стават престъпници. Съществува хипотеза, според която се счита, че романът е бил вдъхновен от историята на Робърт Блинко, сирак, чиято съдба го прави работник в индустрията за производството на памук още като дете. Вероятно и собствените преживявания и събития от живота на Дикенс са дали своето отражение върху сюжета.

### Публикации
Романът е публикуван на части, т.нар. свески, към различни списания, като първата публикация е била в списание Bentley's Miscellany. Произведението е излизало периодично от февруари 1837 до април 1839 г. Този похват за публикуване на произведения е бил специфичен за своето времето.
Заради изразената си любов и подчертан интерес към литературата, културата, изкуството и фотографията, Дикенс е държал да има много изображения (илюстрации) в своите романи. Публикуването им в няколко части е маркер за предшественик на днешните сериали.
Датировка на публикациите:
· I – февруари 1837 г. – (1 и 2 глава)
· II – март 1837 г. – (3 и 4 глава)
· III – април 1837 г. – (5 и 6 глава)
· IV – май 1837 г. – (7 и 8 глава)
· V – юли 1837 г. – (9, 10 и 11 глава)
· VI – август 1837 г. – (12 и 13 глава)
· VII – септември 1837 г. – (14 и 15 глава)
· VIII – ноември 1837 г. – (16 и 17 глава)
· IX – декември 1837 г. – (18 и 19 глава)
· X – януари 1838 г. – (20, 21 и 22 глава)
· XI – февруари 1838 г. – (23, 24 и 25 глава)
· XII – март 1838 г. – (26 и 27 глава)
· XIII – април 1838 г. – (28, 29 и 30 глава)
· XIV – май 1838 г. – (31 и 32 глава)
· XV – юни 1838 г. – (33 и 34 глава)
· XVI – юли 1838 г. – (35, 36 и 37 глава)
· XVII – август 1838 г. – (38 и част от 39 глава)
· XVIII – октомври 1838 г. – (завършена 39 глава, 40 и 41 глава)
· XIX – ноември 1838 г. – (42 и 43 глава)
· XX – декември 1838 г. – (44, 45 и 46 глава)
· XXI – януари 1839 г. – (47, 48 и 49 глава)
· XXII – февруари 1839 г. – (50 глава)
· XXIII – март 1839 г. – (51 глава)
· XXIV – април 1839 г. – (52 и 53 глава)

## Сюжет и композиция

### Сюжет
Оливър Туист е роден в приют за бездомни в малък град, близо до Лондон. Майка му умира почти веднага след раждането му. Никой не знае коя е тя, но лекарят забелязва, че не носи венчален пръстен, от което той много се възмущава.
След раждането си Оливър дълго е подхвърлян от различните институции, докато накрая е настанен и отгледан, до навършването на около 8-годишна възраст, в друго сиропиталище за младежи, които са поверени на грижата на една възрастна дама, на име – мисис Ман. В този момент енорийските служители, ръководещи сиропиталището, решават, че е време младежите да започнат да работят и така Оливър, навършил вече 9 години, е изпратен отново в приюта, където е роден, за да започне да работи.
Животът там е тежък и момчетата решават веднъж някой да поиска допълнително храна. Теглят чоп, и разбира се, тази задача се пада на Оливър, който се подчинява на непростимото престъпление да поиска повече храна. Това се оказва и решаващата пагубна стъпка за целия му живот.
Подтикнати от тази постъпка, служителите на енорията обявяват сума, която ще дадат на всеки, който е готов да вземе Оливър като чирак и го отведе от приюта. По-късно в отговор на обявата се появява и майсторът на ковчези – мистър Сауърбъри. Той отвежда Оливър със себе си и тогава започва истинският кошмар за детето. Мистър Сауърбъри не се отнася толкова зле с Оливър, колкото съпругата и помощникът му – Ной Клейпоул. Те не спират да тормозят детето, докато един ден прекаляват с подмятанията и подигравките по негов адрес. Подхвърлят с насмешка обиди за съдбата на Оливър и неговото семейството, и това принуждава сирачето да напусне дома им. И тръгва пеша за Лондон.
Когато пристига в Лондон се среща с едно странно изглеждащо за възрастта си младо момче, на име Джак Докинс, по-известен като Хитреца. Хитреца му предлага да го заведе при един свой познат, който ще му даде вода и храна и място, където да спи, без да му иска нищо в замяна. Оливър, разбира се, се съгласява и двете момчета отиват при "приятния стар джентълмен“, както го нарича Докинс.
В следващите действия в романа става ясно „приятния стар джентълмен“, Хитреца и приятелите им какви са и с какво се занимават всъщност, но Оливър разбира това по-късно. "Стария джентълмен“, Феджин, обучава децата за джебчии, а после продава всичко, което са откраднали. Но Оливър осъзнава всичко това с огромно разочарование, едва когато Фейгин започва да обучава и него.
Така Оливър Туист попада в ситуация, в която е заловен от полицията за кражба без да е виновен за нея. И благодарение на мистър Браунлоу, който е ограбеният господин, Оливър е спасен. Мистър Браунлоу дава на Оливър пари и го съветва да напусне Лондон, за да няма повече неприятности, но бандата на Фейгин успява да го залови преди да избяга и е принуден да остане при тях.
Бил Сайкс, професионален крадец и приятел на Феджин, решава да направи голям удар срещу къщата на богатата фамилия Мейли с помощта на Фейгин, и по-точно с неговите възпитаници. За тази цел Сайкс се нуждае от момче точно като Оливър – дребно и малко. Така и става – Феджин дава Оливър на Бил и той принуждава сирачето да участва в обира, въпреки неговите възражения, освен това, дори да бъде главно действащо лице.
Ударът не минава по план, а Оливър е ранен. Бандата го изоставя, защото тръгват да се спасяват и Оливър се озовава в дома на семейство Мейли, които са го приютили и се грижат за неговото възстановяване.
Оливър им разказва всичко, след като се съвзема и остава да живее при тях.
Междувременно бандата е неспокойна, защото не успяват да разберат дали Оливър е оживял, и дали няма да ги предаде. По това време се появява Мънкс, полубратът на Оливър, и плаща на Фейгин да го открият и да го върнат при тях. Нанси решава, че ще помогне на Оливър и успява да се срещне с Роуз Флеминг и да ѝ разкаже всичко. Роуз и Хенри са готови да помогнат на Нанси и да спасят и нея и Оливър, но тя не иска да предаде бандата, защото ще изложи на опасност приятелите си, както и по-близкия на сърцето ѝ – Бил Сайкс. Фейгин се усъмнява в Нанси и я хващат в предателството. По ирония на съдбата самият Бил Сайкс я убива заради деянието ѝ. Лоша съдба сполита цялата банда, а Фейгин е изправен пред съда.
Оливър разбира, че Роуз Флеминг е сестра на починалата му майка – Агнеса Флеминг, както и че баща му е Едуард Лийфорд. Разобличен от Роуз и Хари, Мънкс се разкрива и признава на Оливър, че е негов полубрат по бащина линия, което всъщност обърква плановете на Мънкс за завещанието на баща им.
На финала на романа възмездието възтържествува. Оливър получава своето наследство и е осиновен от първоначалния си спасител – мистър Браунлоу, с който заживяват спокойно и щастливо, в близост до мястото, където е живял преди, за да се чувства близо до приятелите си. Роуз и Хари се женят, въпреки нейните предразсъдъци и опасения, относно произхода ѝ.
Дикенс избира формата на щастливия финал и завършва рамката на романа с възцаряването на хармоничен и щастлив живот, обграден с любов, нежност и грижа.

### Композиция
Романът се състои от 53 глави. Композицията на произведението е интересна, защото всяко заглавие на глава разказва накратко какво ще се случи в нея.
Например:
Глава I – Тук се разказва за мястото, където се роди Оливър Туист, и за обстоятелствата, съпътстващи раждането му;
Глава LIII – Последна.
Началото на романа наподобява пикаресков роман – поредица от сцени, украсени в ярки цветове – работният дом, погребалният магазин, бягството на Оливър в Лондон, свърталището на крадците и т.н. След пристигането в Лондон, романът вече се оттласква от пикаресковата форма, заради бързата смяна на фона. Действието започва да се движи в определена рамка, оформя се център на събитията и започват постепенно да се въвеждат последователно наболели за времето проблеми – бедността, сирачеството, мизерията, невъзможното завещание, невероятните съвпадения и щастливият край.

## Теми и мотиви в произведението
Темите и мотивите, които са разгърнати в романа – „Приключенията на Оливър Туист“ не са нетипични и нехарактерни за творчеството на Дикенс, а напротив. И в това произведение авторът смесва мрачен реализъм с безмилостна сатира, за да опише въздействието на индустриализма, властващ в Англия от XIX век и да критикува суровите нови закони на бедността. Дикенс описва реалистично картината на мрачната и окаяна Англия и суровия беден живот, който водят хората.
Образът на Оливър е събирателен за цялото население и в същото време е отличен с това, че той е чист и неопетнен в помислите и действията си, което всъщност успява и да го съхрани. Сред изобразената индустриално-институционална среда, изцяло корумпирана и деградирала, се появява и приказната страна на романа – това че Оливър успява да се спаси и да запази чистото си и добро сърце. Туист се отклонява от злото, когато всички около него се отдават на тази примамлива сила, и точно като в приказките – накрая получава наградата си за стоицизма, който проявява.
Като основни открояващи се теми и мотиви в романа са бедността, мизерията, нищетата и проблемът за социалните класи. Дикенс засяга и темата за антисемитизма, през образа на Фейгин.

## Мотиви и символи, присъстващи и в други романи на Дикенс
В някои произведения на Дикенс се улавят сходни черти. Герои, мотиви, сюжет, проблематика са идентични, например в романите – „Дейвид Копърфилд“ и „Приключенията на Оливър Туист“. И в двете произведения Дикенс залага автобиографични моменти от своя живот. И при двата романа е засегнат мотивът за трудното и тежко детство.
В повечето си произведения Чарлз Дикенс влага дълбок смисъл в имената на героите си и точно затова е определен като един от най-великите създатели на персонажи. Те никога не са случайни, а напротив – носят своето символно значение. Натоварени са с толкова голяма отговорност, защото може би чрез тях авторът иска да предизвика читателя да размишлява, докато чете, върху връзката на героя и името му. Често имената разкриват черти от характерите им, както и дават необходимите препратки към развитието на сюжета на произведението, а и за достигането до по-дълбокия алегоричен смисъл. Част от тези имена излизат и извън творбите, като се превръщат в нарицателни или част от ежедневната ни реч. Например – името на стария Скрудж от „Коледна песен“, е излязло извън произведението и се е превърнало в нарицателно в разговорната реч за скъперник. Рок групата „Юрая Хийп“ е кръстена на едноименния герой на Дикенс от „Дейвид Копърфилд“. Има и други имена на главни герои, които се използват отвъд страниците на дадената Дикенсова книга.
Героите на Чарлз Дикенс са специфични, защото голяма част от тях са прототипи на реални хора от живота на твореца. Вплитайки ги в произведенията си, той умело използва или имената им, или черти от характерите им, а понякога и външни белези. И по този начин реално съществуващи личности са изобразени в произведенията му, което всъщност ги прави по-специални.
Стилът на писане на Дикенс се характеризира с ясно изразено езиково творчество и засилена сатиризация. Той успява да долови карикатурното в живота и да го изобрази по високо художествен начин, въпреки класовите различия на хората в обществото.
Дикенс умело създава смесица от фантазно и реалистично, като изобразява реалистични събития с вплетени елементи на фантазното и приказното.

## Персонажи
- Оливър Туист – сирак (майка му умира при раждането, а за баща му нищо не се споменава в началото)
- Феджин – покровител на джебчийската банда
- Джек Докинс – Хитреца – част от бандата и приятел на Оливър
- Чарли Бейтс – част от бандата
- Нанси – част от бандата и момичето, което издава групата с какво се занимава, за да спаси Оливър, с цената на живота си
- Бети – част от бандата
- Томи Читлинг – част от бандата
- Мистър Бъмбъл – клисарят в сиропиталището, където е израснал Оливър, и човекът който му измисля името
- Мистър Сауърбъри – майсторът на ковчези, който взима Оливър за чирак
- Мисис Сауърбъри – съпругата на мистър Сауърбъри
- Мистър Браунлоу – благородният господин, който спасява Оливър от полицията и по-късно го осиновява
- Мънкс – престъпник, сътрудник на Фейгин, и отдавна изгубен полубрат на Оливър
- Роуз Флеминг, после Мейли – леля на Оливър (сестра на майка му), осиновена от бедно семейство, а след това отгледана от мисис Мейли
- Бил Сайкс – професионален крадец
- Агнеса Флеминг – майката на Оливър
- Едуард Лийфорд – бащата на Оливър и Мънкс
- Мисис Ман – енорийска помощница, която се грижи за сираците в сиропиталището
- Хари Мейли – синът на мисис и мистър Мейли
- Мисис Мейли – съпругата на мистър Мейли и майка на Хари, както и дамата, отгледала Роуз Флеминг
- Старата Сали – жената, която е присъствала на раждането на Оливър
- Ной Клейпоул – гробищният разпоредител и господар на Оливър
- Шарлот Клейпоул – съпругата на Ной
- Тоби Кракит – сътрудник на Феджин и Сайкс
- Мисис Бедуин – домашната прислужница на мистър Браунлоу
- Мистър Гримуиг – приятел на мистър Браунлоу
- Мистър Джайлс – икономът на госпожа Мейли
- Мистър Фанг – полицейски следовател
- Мистър Лосбърн – докторът

## Превод на романа на български език
Произведението е преведено от английски език от Нели Доспевска

## Филмови адаптации
Романът има множество филмови адаптации, сред които игрални филми, сериали и анимации:
- Оливър Туист, по романа на Дикенс, режисиран от Франк Лойд, по сценарий на Сол Лесър, 1922 г.
- Оливър Туист, по романа на Дикенс, режисиран от Уилям Дж. Коуен, по сценарий на Елизабет Михан, 1933 г.
- Оливър Туист, по романа на Дикенс, режисиран от Дейвид Лийн, по сценарий на Роналд Нам, 1948 г.
- Оливър!, по романа на Дикенс, режисиран от сър Карол Рийд, по сценарий на Върнън Харис, 1968 г.
- Оливър Туист, по романа на Дикенс, режисиран от Клайв Донър, по сценарий на Джеймс Голдман, 1982 г.
- Момчето, наречено Туист, по романа на Дикенс, по режисура и сценарий на Тим Грийн, 2004 г.
- Оливър Туист, по романа на Дикенс, режисиран от Роман Полански, по сценарий на Роналд Харуд, 2005 г.
- Оливър Туист – мини сериал, по романа на Дикенс, режисиран от Коуки Джидрок, по сценарий на Сара Фелп, 2007 г.
- Оливър Туист – сериал, по романа на Дикенс, режисиран от Рени Рай, по сценарий на Алън Блаасдал, 1999 г.
- Оливър Туист – анимационен филм, по романа на Дикенс, режисиран от Хал Сутърланд, по сценарий на Бен Стар, 1974 г.
- Оливър Туист – анимационен филм, по романа на Дикенс, режисиран от Ричард Слапински, по сценарий на Джон Палмър, 1982 г.
- Оливър и приятели – музикален анимационен филм, по романа на Дикенс, режисиран от Джордж Скрибнър, по сценарий на Джим Кокс, Тим Дисни и Джеймс Манголд, 1988 г.

и много други.

## Театрална адаптация
Мюзикъл „Оливър!“ – по романа на Чарлз Дикенс, сценична адаптация от Лайънъл Барт, под диригентството на Маркъс Доудс, продуцент – Майк Смит, оркестрации – Ерик Роджърс, представен за първи път на сцената на Лондонския нов театър на 30.06.1960 г.